# Karl Hedin
Karl Hedin, född 26 augusti 1949, är en svensk företagare, författare och vargdebattör.

## Biografi
Karl Hedin är son till Lars Hedin (ej att förväxla med fysikern Lars Hedin), utbildad civilekonom, äger och driver träindustriföretaget AB Karl Hedin och är en av Sveriges största privata skogsägare. Företaget, med säte i Fagersta grundades av hans farfar Karl Hedin (1885–1969) i början av 1900-talet, har idag verksamhet i Sverige och Estland med cirka 950 anställda och består av skogsbruk, sågverk och byggvaruhus.
Hedin har på olika sätt propagerat för att det inte ska finnas vargar i svenska skogar, och beskriver dem som  skadedjur.  År 2021 blev han friad i domstol från en anklagelse om illegal vargjakt, inklusive att förse andra med gift för att förgifta varg. I och med rättsprocessen, som inleddes i oktober 2018, skrev Hedin boken Maktmissbruk – ett hot mot demokratin.